# 八角台街道
八角台街道，是中华人民共和国辽宁省鞍山市台安县下辖的一个乡镇级行政单位。2019年12月，撤销台北街道，下辖的6个村、2个社区成建制划入八角台街道。

## 行政区划
八角台街道下辖以下地区：
庆南社区、西郊社区、工人村社区、北郊社区、黑鱼沟村、老边村、十里村、回民村、镇北村、梅家村、唐家村、李家房村、雅化村、樊家村和蔬菜村。